# Lâu đài của Giám mục Warmian ở Olsztyn
Lâu đài của Giám mục Warmian ở Olsztyn là một lâu đài được xây dựng vào thế kỷ thứ XIV theo phong cách kiến trúc Gothic. Lâu đài có vai trò là trụ sở hành chính cho các Giám mục của Warmia. Quản trị viên nổi tiếng nhất là Nicolaus Copernicus trong khoảng thời gian từ 1516 đến 1521. Phòng lưu trữ lớn nhất là nhà kính với một hầm kim cương được xây dựng vào khoảng năm 1520. Hiện tại, lâu đài có Bảo tàng Voivodeship của Warmian-Masurian.

## Lịch sử
Lâu đài được xây dựng từ năm 1346 đến 1353; được tạo thành từ một cánh về phía đông bắc của sân. Lâu đài được bao quanh bởi một dãy công trình công sự và một con mương dẫn đến sông Łyna với một cây cầu máy nâng. Cánh phía đông nam của lâu đài được xây dựng vào thế kỷ XV. Tòa tháp từ thế kỷ thứ XIV, được đặt ở góc phía đông của sân, và được xây dựng lại vào đầu thế kỷ thứ XVI, tạo cho lâu đài có một vẻ ngoài hình tròn trong một hình vuông; tháp có chiều cao 40 mét. Trong quá trình xây dựng lại tòa tháp, công trình công sự của lâu đài đã được nâng lên tới 12 mét. Bằng cách này, lâu đài trở thành một pháo đài lớn nằm ở biên giới của Olsztyn, đảm bảo lối vào của nó. Lâu đài thuộc về các Giám mục của Warmia, cùng với Giám mục của Warmia, cho đến năm 1454 được bảo vệ bởi Dòng Teutonic. Điều này làm cho lâu đài trở thành một nơi chiến lược cho Chiến tranh Ba Lan-Teutonic. Vào năm 1410, trong Trận Grunwald, lâu đài đã đầu hàng Quân đội Ba Lan mà không có bất kỳ trận chiến nào, tuy nhiên vào năm 1414, lâu đài đã bị chiếm giữ sau một cuộc bao vây kéo dài vài ngày. Trong Chiến tranh mười ba năm (1454 -1466), lâu đài đã bị cả hai thế lực chiếm giữ nhiều lần. Dòng Teutonic đã gây nguy hiểm cho thị trấn Olsztyn một lần nữa và lần cuối cùng vào năm 1521. Trong những năm 1516 đến 1521, quản trị viên của lâu đài là Nicolaus Copernicus, người bảo vệ lâu đài khỏi một cuộc bao vây Teutonic. Vào ngày thứ 16, lâu đài cũng được sử dụng làm trụ sở cho hai Giám mục ấm áp, cùng lúc đó là hai nhà văn: Johannes Dantiscus (Cha của Ngoại giao Ba Lan); và Marcin Kromer, người đã viết nhiều bài thánh ca bằng tiếng Latin, cũng như các tài liệu khoa học và văn học bằng tiếng Ba Lan.
Theo thời gian, tầm quan trọng quân sự của lâu đài giảm dần và vai trò của nó đối với nhà ở của các Giám mục của Warmia trở nên ít thuận lợi hơn. Năm 1758, một lối vào trực tiếp từ Olsztyn đã được xây dựng, và một cánh cung điện được xây dựng; việc mở rộng có nghĩa là nhiều công sự đã được giải mã. Năm 1779, Hoàng tử-Giám mục Ignacy Krasnicki ở lại lâu đài. Sau khi sự sinh con của Warmia vào năm 1772, lâu đài do đó bị nhà nước kiểm soát. Năm 1845, cây cầu nối lâu đài với thị trấn đã được thay thế bằng một con đê, con mương đã được gỡ bỏ. Giữa năm 1901 và 1911, lâu đài đã trải qua nhiều lần cải tạo khác nhau; điều này bao gồm sự thay đổi về mức sàn và cửa sổ hình vòm trong nhà thờ. Lâu đài trở thành Bảo tàng Voivodeship của Warmian-Masurian năm 1946; ngoài các triển lãm khác nhau, bảo tàng còn tổ chức Mùa hè nghệ thuật Olsztyn (Olsztyńskie Lato Artystyczne).